# Berryz工房
Berryz工房是日本Hello! Project旗下的一女子偶像團體組合。
2004年1月14日於Hello! Project Kids中選出八名成員組成，2005年成員石村舞波畢業，目前共有七名成員。
已於2015年3月3日起無限期停止活動。

## 成員

### 現任成員
| 姓名       | 平假名記法      | 生日           | 年齡 | 血型 | 身高    | 代表色 | 備註                                             |
| ---------- | --------------- | -------------- | ---- | ---- | ------- | ------ | ------------------------------------------------ |
| 清水佐紀   | しみず さき     | 1991年11月22日 | 33   | O型  | 152.9cm | 黃     | 隊長（Captain）                                  |
| 嗣永桃子   | つぐなが ももこ | 1992年3月6日   | 33   | O型  | 149.9cm | 粉紅   | 另為Buono!（隊長）、Country Girls（隊長）        |
| 德永千奈美 | とくなが ちなみ | 1992年5月22日  | 32   | O型  | 164cm   | 橙     |                                                  |
| 須藤茉麻   | すどう まあさ   | 1992年7月3日   | 32   | O型  | 166cm   | 藍     |                                                  |
| 夏燒雅     | なつやき みやび | 1992年8月25日  | 32   | O型  | 159cm   | 紫     | 副隊長（Vice-captain），另為Buono!成員（副隊長） |
| 熊井友理奈 | くまい ゆりな   | 1993年8月3日   | 31   | B型  | 181cm   | 綠     |                                                  |
| 菅谷梨沙子 | すがや りさこ   | 1994年4月4日   | 30   | A型  | 161cm   | 紅     |                                                  |

### 前成員
- 石村舞波（1992年11月20日 - ）（于2005年10月2日畢業）

## 名稱由来
- 由berry演化而来：berry→berries→berryz→Berryz工房。
- berry是草莓類水果的通稱，通常具有體積小，多水分的特徵。這個名字是希望Berryz工房表達出的音樂能有相似的感覺。

## 歷史

### 2004年
- 1月14日- 成立Berry工房，由八名Hello! Project Kids成員組成，成立當時的平均年齡只有10.75歲。其餘七名Hello! Project Kids成員則於2005年組成℃-ute。
- 3月3日- 發行出道單曲《沒有你活不下去》。
- 3月30日- 廣播節目「Berryz工房 起立! 敬禮! 就坐!」（Berryz工房 起立！ 礼！ 着席！），每逢星期二晚上11時35分至11時50分在JOQR播放。

### 2005年
- 9月11日- 官網公佈石村舞波將自Berryz 工房和Hello! Project中畢業（離隊）[1]
- 10月2日- 石村舞波於「Berryz工房演唱會巡迴2005秋 ～Switch On!～」最終日上畢業。

### 2007年
- 4月1日－ 於日本埼玉SUPER ARENA舉行演唱會，創下該館最年少舉行單獨演唱會的紀錄（13.8歲），門票更於2個月前售罄。
- 12月31日－ 與早安少女組。和℃-ute以「Hello! Project 10週年紀念紅白特別隊」於「第58回NHK紅白歌唱大賽」中演出。

### 2008年
- 10月3日～5日- 「第5屆音樂節」中演出。
- 12月17日- 第16單曲《成吉思汗》得到『第41回日本有線大賞』有線音樂賞，也是最高銷量單曲（37,096）。為舞台劇「ジンギスカン - わが剣、熱砂を染めよ -」的主題曲。

### 2009年
- 6月21日- 在韓國舉辦首次海外公演「Berryz工房 MINI LIVE IN KOREA」。

### 2010年
- 3月27日- 於泰國舉行演唱會。
- 10月26日- 開設Berryz工房「YouTube Official Channel」。

### 2011年
- 4月- 參加在美國西雅圖舉行的Sakura-Con。
- 11月9日- 發售與℃-ute的合作單曲《櫻花綻放於酸甜春季》。此為電影「國王遊戲」(王様ゲーム)的主題曲。
- 11月16日- 以「Mobekimasu」的名義發行《不醜陋的哲學》，為早安少女組。、Berryz工房、℃-ute、真野惠里菜、S/mileage的合作單曲。

### 2012年
- 1月11日- 與早安家族成員共演『數學女子學園』，日本電視台由2012年1月11日開始每週星期三24:59 - 25:29（JST）播放。
- 6月20日- 發售第二張與℃-ute的合作單曲《超HAPPY SONG》，是Berryz工房的「Because happiness」與℃-ute的「幸福的中途」結合成的版本。
- 10月28日- 全員開設『Ameba』部落格。
- 11月16日- 其中五位成員前往泰國出演活動[2]。

### 2013年
- 3月7日- 再次於泰國舉行演唱會「Berryz Kobo Concert Tour 2013 Spring in Bangkok」[3]。
- 4月30日- 隊長清水佐紀於部落格中指名夏燒雅為副隊長，製作人淳君也在部落格上發表此消息。為結成9年以來第一次有副隊長職位。
- 5月15日- 「日比谷野音90周年記念事業 Hello! Project 野音プレミアムLIVE ～外フェス～ supported by Hellosmile」公演上，由淳君宣佈11月29日在日本武道館舉辦演唱會。
- 5月24日- 全員前往台灣台北市這牆音樂藝文展演空間舉行歌迷握手會，隔日在同場地舉行「☆ Berryz工房Festival in Taipei ☆」公演。
- 11月29日- 在日本武道館舉行「Berryz工房10周年記念 日本武道館Special Live 2013 ～還是沒有你活不下去～」公演。

### 2014年
- 4月2日 - Berryz工房受邀出演Mnet音樂節目M! Countdown於日本橫濱體育館舉行的大型韓流演唱會《M!Countdown No.1 Artist of Spring 2014》，與多位人氣歌手如2PM、4minute、MBLAQ、Girl's Day、Block B、鄭奇高同場演出。
- 8月2日 - 在中野太陽廣場舉辦的夏季音樂會「Hello! Project 2014 SUMMER ～KOREZO!～」宣布，自2015春季開始將無限期停止活動。[4]Berryz工房的官方網站發出公告，因團員將踏上各自的未來，所以團體活動將劃下句點，該團的監督淳君表示，這是與團員討論後的結果。[5]

### 2015年
- 1月21日 - 無限期活動停止前的最後一張專輯《完熟Berryz工房 The Final Completion Box》發行。
- 3月3日 - 在日本武道館舉行最後一場公演《Berryz工房 Last Concert 2015　Berryz工房行くべぇ～！》，正式進入無限期活動停止。
- 無限期活動停止後，成員各自奔向自己的道路：嗣永桃子加入組合Country Girls，並於3月末重新出道；須藤茉麻加入早安家族戲劇部「演劇女子部」，發展其演員事業；清水佐紀和徳永千奈美將退居幕後當顧問，協助早安家族所有成員及工作人員；熊井友理奈將回歸校園完成學業，畢業後去當模特兒；菅谷梨沙子將會停止工作和休息；夏燒雅會稍作休息，並為她的個人歌唱事業作準備。

## 成員代表色

### 現任成員
Berryz工房成員早期並無代表色，每場演唱會都有些許變動，直到2009年才確定代表色。
- 清水佐紀：黃
- 嗣永桃子：淺粉紅
- 德永千奈美：橙
- 須藤茉麻：藍
- 夏燒雅：紫
- 熊井友理奈：綠
- 菅谷梨沙子：紅

### 前成員
- 石村舞波：紫

## 主音及中心
- 在8人時期，Berryz工房的主音是菅谷梨沙子、夏燒雅、嗣永桃子和熊井友理奈，當中以菅谷梨沙子和夏燒雅分得最多歌詞。在7人時期初至2009年，主音是菅谷梨沙子、夏燒雅和嗣永桃子，次主音是熊井友理奈，當中以菅谷梨沙子分得最多歌詞。2010年至今，主音重新回到四人編制時期（菅谷梨沙子、夏燒雅、嗣永桃子和熊井友理奈），不過分得最多歌詞的成員卻不一定。（2011年底早安家族合作作品「不醜陋的哲學」中，主音順位第一為菅谷梨沙子，其次為夏燒雅。）

- Berryz工房有時會將團員拆成低音部和高音部兩部份輪流唱歌，低音部為：菅谷梨沙子、熊井友理奈、清水佐紀和須藤茉麻（4人），而高音部則為：夏燒雅、嗣永桃子和德永千奈美（3人）。

- 在8人時期，前列固定成員為菅谷梨沙子、夏燒雅、嗣永桃子和熊井友理奈，初期主要以菅谷梨沙子為中心，後期主要以夏燒雅為中心。在2007年，前列成員主要是菅谷梨沙子、夏燒雅和嗣永桃子，熊井友理奈間中排在前列，主要是以菅谷梨沙子為中心。在2008年中，前列固定成員改為菅谷梨沙子、嗣永桃子和熊井友理奈，繼續主要以菅谷梨沙子為中心。2010年尾至2011年初（Shining Power至成為女主角吧!），中心改為熊井友理奈，前列固定成員為熊井友理奈、夏燒雅、菅谷梨沙子和嗣永桃子。2011年中，中心重新改為菅谷梨沙子，前列成員繼續固定。2012年起，以夏燒雅為中心，前列成員持續固定。

## 作品
唱片由PICCOLO TOWN發行，2007年起台灣及香港地區由豐華唱片代理。

### 單曲
|      | 發行日         | 單曲 | 中譯標題                                            | 週間單曲榜 | 累計銷量 | 概要                                                                                              | 所屬專輯                                |
| ---- | -------------- | ---- | --------------------------------------------------- | ---------- | -------- | ------------------------------------------------------------------------------------------------- | --------------------------------------- |
| 01st | 2004年3月3日   |      | 沒有你活不下去                                      | 18         | 15,315   | 出道單曲                                                                                          | 1st 超Berryz                            |
| 02nd | 2004年4月28日  |      | 戰鬥姿勢不是虛有其表!                               | 25         | 9,634    |                                                                                                   | 1st 超Berryz                            |
| 03rd | 2004年5月26日  |      | 活力上路!                                           | 37         | 10,476   |                                                                                                   | 1st 超Berryz                            |
| 04th | 2004年8月25日  |      | Happiness ～幸福歡迎!～                             | 20         | 13,691   |                                                                                                   | 第②成長記                               |
| 05th | 2004年11月10日 |      | 戀愛咒縛                                            | 13         | 16,436   |                                                                                                   | 第②成長記                               |
| 06th | 2005年3月30日  |      | Special Generation                                  | 7          | 24,449   |                                                                                                   | 第②成長記                               |
| 07th | 2005年6月8日   |      | 這是怎樣的戀愛 YOU KNOW?                            | 13         | 19,804   | 動畫「パタリロ西遊記!」的片尾曲                                                                   | 第②成長記                               |
| 08th | 2005年8月3日   |      | 到21時為止的灰姑娘                                  | 13         | 20,464   | 成員石村舞波的畢業單曲                                                                            | 第②成長記                               |
| 09th | 2005年11月23日 |      | 請愛我笑話100次                                     | 19         | 16,779   | 電影「光之美少女 Max Heart2 雪空的朋友」的片尾曲                                                  | Special! Best Mini ～2.5張的他～        |
| 10th | 2006年3月29日  |      | 焦躁 來襲                                           | 6          | 19,392   |                                                                                                   | ③夏夏迷你Berryz                         |
| 11th | 2006年8月2日   |      | 笑吧 BOYFRIEND                                      | 15         | 20,325   |                                                                                                   | 4th 愛的種種指數                        |
| 12th | 2006年12月6日  |      | 忐忑難安的嫣紅                                      | 12         | 23,090   |                                                                                                   | 4th 愛的種種指數                        |
| 13th | 2007年3月7日   |      | VERY BEAUTY                                         | 11         | 20,227   |                                                                                                   | 4th 愛的種種指數                        |
| 14th | 2007年6月27日  |      | 告白的噴水廣場                                      | 4          | 24,489   |                                                                                                   | 4th 愛的種種指數                        |
| 15th | 2007年11月28日 |      | 交往中卻像單相思                                    | 6          | 31,787   |                                                                                                   | 5 (FIVE)                                |
| 16th | 2008年3月12日  |      | 成吉思汗                                            | 5          | 37,096   | 第41回日本有線大賞「有線音楽賞」的獲獎曲、舞台劇「ジンギスカン - わが剣、熱砂を染めよ -」的主題曲 | 5 (FIVE)                                |
| 17th | 2008年7月9日   |      | 去吧 去吧 Monkey Dance                              | 4          | 33,017   |                                                                                                   | 5 (FIVE)                                |
| 18th | 2008年11月5日  |      | MADAYADE                                            | 6          | 25,469   |                                                                                                   | Berryz工房 特別精選輯 Vol.1             |
| 19th | 2009年3月11日  |      | 抱緊我 抱緊我                                       | 8          | 27,797   |                                                                                                   | 6th 吼叫專輯                            |
| 20th | 2009年6月3日   |      | 青春巴士導遊 / 對手                                 | 4          | 34,589   | 第一張2A單曲、動畫「閃電十一人」的片尾曲                                                          | 6th 吼叫專輯                            |
| 21st | 2009年11月11日 |      | 我未來的老公 / 流星男孩                             | 5          | 36,756   | 第二張2A單曲、動畫「閃電十一人」的片尾曲                                                          | 6th 吼叫專輯                            |
| 22nd | 2010年3月3日   |      | 吶喊男孩 WAO! / 朋友就是朋友!                       | 3          | 35,002   | 第三張2A單曲、動畫「閃電十一人」的片尾曲                                                          | 6th 吼叫專輯                            |
| 23rd | 2010年7月14日  |      | 認真Bomber!!                                        | 6          | 22,641   | 動畫「閃電十一人」的片尾曲                                                                        | ⑦ Berryz TIMES                          |
| 24th | 2010年11月10日 |      | Shining Power                                       | 7          | 27,402   | 動畫「閃電十一人」的片尾曲                                                                        | ⑦ Berryz TIMES                          |
| 25th | 2011年3月2日   |      | 成為女主角吧!                                       | 7          | 24,065   |                                                                                                   | ⑦ Berryz TIMES                          |
| 26th | 2011年6月8日   |      | 愛的子彈                                            | 11         | 20,100   |                                                                                                   | 愛的專輯⑧                               |
| 27th | 2011年8月10日  |      | 啊、天亮了                                          | 7          | 17,643   |                                                                                                   | 愛的專輯⑧                               |
| 28th | 2012年3月21日  |      | Be元氣 ＜只要嘗試便能做到!＞                        | 9          | 17,144   |                                                                                                   | Berryz公寓9階                           |
| 29th | 2012年7月25日  |      | cha cha SING                                        | 6          | 33,001   |                                                                                                   | Berryz公寓9階                           |
| 30th | 2012年12月19日 |      | WANT!                                               | 3          | 28,157   |                                                                                                   | Berryz公寓9階                           |
| 31st | 2013年3月13日  |      | Asian Celebration                                   | 8          | 31,071   | 電影「光之美少女 All Stars New Stage2 心之朋友」的應援歌曲                                        | Berryz工房 特別精選輯 Vol.2             |
| 32nd | 2013年6月19日  |      | 金黃色的唐人街 / 再見 經常說謊的自己                | 6          | 36,023   | 第四張2A單曲                                                                                      | Berryz工房 特別精選輯 Vol.2             |
| 33rd | 2013年10月2日  |      | 希望我們一起的時間長一點 / ROCK Erotic              | 4          | 42,094   | 第五張2A單曲                                                                                      | Berryz工房 特別精選輯 Vol.2             |
| 34th | 2014年2月19日  |      | 我已是大人了! / 1億3千萬的總節食王國                | 4          | 32,318   | 第六張2A單曲                                                                                      | 完熟Berryz工房 The Final Completion Box |
| 35th | 2014年6月4日   |      | 愛一直伴隨著你 / 正常情況下，當10年偶像是不可能的!? | 4          | 47,095   | 第七張2A單曲                                                                                      | 完熟Berryz工房 The Final Completion Box |
| 36th | 2014年11月12日 |      | 談論浪漫 / 永恆之歌                                 | 2          | 80,791+  | 第八張2A單曲、無限期活動停止前發行的最後一張單曲                                                  | 完熟Berryz工房 The Final Completion Box |

#### 單曲在Oricon成績統計
- 最高銷量單曲：談論浪漫 / 永恆之歌，賣出80,791萬張
- 最高銷量排名單曲：談論浪漫 / 永恆之歌，第2位
- 最低銷量單曲：戰鬥姿勢不是虛有其表!，賣出9,634張
- 最低銷量排名單曲：活力上路!，第37位
- 銷量創新高的單曲：戀愛咒縛、Special Generation、告白的噴水廣場、交往中卻像單相思、成吉思汗、希望我們一起的時間長一點 / ROCK Erotic、愛一直伴隨著你 / 正常情況下，當10年偶像是不可能的!?、談論浪漫 / 永恆之歌
- 銷量創新低的單曲：戰鬥姿勢不是虛有其表!
- 週間第一位的單曲： /
- 日間第一位的單曲：成為女主角吧!

### 專輯
|      | 發行日         | 專輯 | 中譯標題         | 週間專輯榜 | 累計銷量 |
| ---- | -------------- | ---- | ---------------- | ---------- | -------- |
| 01st | 2004年7月7日   |      | 1st 超Berryz     | 18         | 14,816   |
| 02nd | 2005年11月16日 |      | 第②成長記        | 19         | 14,631   |
| 03rd | 2007年8月1日   |      | 4th 愛的種種指數 | 14         | 14,297   |
| 04th | 2008年9月10日  |      | 5 (FIVE)         | 11         | 14,415   |
| 05th | 2010年3月31日  |      | 6th 吼叫專輯     | 12         | 10,795   |
| 06th | 2011年3月30日  |      | ⑦ Berryz TIMES   | 10         | 7,782    |
| 07th | 2012年2月22日  |      | 愛的專輯⑧        | 25         | 6,466    |
| 08th | 2013年1月30日  |      | Berryz公寓9階    | 24         | 7,562    |

### 迷你專輯
|      | 發行日        | 專輯 | 中譯標題                         | 週間專輯榜 | 累計銷量 |
| ---- | ------------- | ---- | -------------------------------- | ---------- | -------- |
| 01st | 2005年12月7日 |      | Special! Best Mini ～2.5張的他～ | 45         | 7,072    |
| 02nd | 2006年7月5日  |      | ③夏夏迷你Berryz                  | 20         | 10,988   |

### 精選專輯
|      | 發行日        | 專輯 | 中譯標題                                | 週間專輯榜 | 累計銷量 |
| ---- | ------------- | ---- | --------------------------------------- | ---------- | -------- |
| 01st | 2009年1月14日 |      | Berryz工房 特別精選輯 Vol.1             | 11         | 13,163   |
| 02nd | 2014年2月26日 |      | Berryz工房 特別精選輯 Vol.2             | 26         | 6,649    |
| 03rd | 2015年1月21日 |      | 完熟Berryz工房 The Final Completion Box | 5          | 22,128   |

### 其他
|      | 發行日         | 單曲                   | 中譯標題                                          | 週間單曲榜 | 累計銷量 | 概要 | 所屬專輯      |
| ---- | -------------- | ---------------------- | ------------------------------------------------- | ---------- | -------- | --- | ------------- |
| 01st | 2011年11月9日  |                        | 櫻花綻放於酸甜春季                                | 8          | 24,745   | Berryz工房和℃-ute的合作單曲、電影「國王遊戲」（王様ゲーム）的主題曲 | Petit Best 12 |
| 01st | 2011年11月9日  | 愛的專輯⑧              | 櫻花綻放於酸甜春季                                | 8          | 24,745   | Berryz工房和℃-ute的合作單曲、電影「國王遊戲」（王様ゲーム）的主題曲 |               |
| 01st | 2011年11月9日  | 第七章「太美了真抱歉」 | 櫻花綻放於酸甜春季                                | 8          | 24,745   | Berryz工房和℃-ute的合作單曲、電影「國王遊戲」（王様ゲーム）的主題曲 |               |
| 02nd | 2011年11月16日 |                        | 不醜陋的哲學                                      | 4          | 56,291   | 以「Mobekimasu」名義發行，早安少女組。、Berryz工房、℃-ute、真野惠里菜、S/mileage的合作單曲 | Petit Best 12 |
| 03rd | 2011年12月21日 |                        | 別認輸 Wasshoi!                                   | -          | -        | 以「Bekimasu」名義發行，Berryz工房、℃-ute、真野惠里菜、S/mileage的合作單曲 | Petit Best 12 |
| 04th | 2012年6月20日  |                        | 超HAPPY SONG                                      | 3          | 56,895   | Berryz工房和℃-ute的合作單曲，Berryz工房的「Because happiness」與℃-ute的「幸福的中途」結合成的版本 |               |
| 05th | 2012年11月7日  |                        | ForeFore 〜Forest For Rest〜 / Boys be ambitious! | 61         | 1,354    | 「ForeFore 〜Forest For Rest〜」是以「DIY♡」名義發行，早安少女組。的飯窪春菜、Berryz工房的徳永千奈美、夏燒雅和℃-ute的矢島舞美、中島早貴的合作單曲; 「Boys be ambitious!」是以「Green Fields」名義發行，光井愛佳、Berryz工房的清水佐紀和宮崎由加的合作單曲                                                                                            |               |
| 6th  | 2013年4月3日   |                        | 都會田舍的他                                      | 144        | 357      | GREEN FIELDS第1張單曲，Juice=Juice的宮崎由加、光井愛佳和Berryz工房的清水佐紀的合作單曲 |               |
| 07th | 2013年8月7日   |                        | 人魚小姐 / Eiya-sa! Brother / 清理海灘的男孩      | -          | -        | 「人魚小姐」是以「Dia-Lady」名義發行，Berryz工房的菅谷梨沙子和℃-ute的鈴木愛理的合作單曲; 「Eiya-sa! Brother」是以「Mellowquad」名義發行，Berryz工房的徳永千奈美、夏燒雅和℃-ute的矢島舞美、岡井千聖的合作單曲; 「清理海灘的男孩」是以「HI-FIN」名義發行，早安少女組。的生田衣梨奈、石田亞佑美、℃-ute的中島早貴、萩原舞和S/mileage的福田花音的合作單曲 |               |

### DVD（Single V）
1. シングルV「あなたなしでは生きてゆけない」（2004年3月17日）
2. シングルV「ファイティングポーズはダテじゃない！」（2004年5月12日）
3. シングルV「ピリリと行こう!」（2004年6月9日）
4. シングルV「ハピネス〜幸福歓迎！〜」（2004年9月8日）
5. シングルV「スッペシャル ジェネレ〜ション」（2005年4月20日）
6. シングルV「なんちゅう恋をやってるぅ YOU KNOW?」（2005年6月22日）
7. シングルV「21時までのシンデレラ」（2005年8月17日）
8. シングルV「ギャグ100回分愛してください」（2005年12月7日）
9. シングルV「ジリリ キテル」（2006年4月5日）
10. シングルV「笑っちゃおうよ BOYFRIEND」（2006年8月9日）
11. シングルV「胸ぎスカーレット」（2006年12月13日）
12. シングルV「VERY BEAUTY」（2007年3月28日）
13. シングルV「告白の噴水広場」（2007年7月11日）
14. シングルV「ジンギスカン」（2008年3月26日）
15. シングルV「行け　行け　モンキーダンス」（2008年7月23日）
16. シングルV「MADAYADE」（2008年11月19日）
17. シングルV「ジンギスカン タルタルミックス」（2008年11月26日）（以ジンギスカン×Berryz工房名義發售）
18. シングルV「抱きしめて 抱きしめて」（2009年3月18日）
19. シングルV「ライバル」（2009年6月17日）
20. シングルV「青春バスガイド」（2009年6月24）
21. シングルV「流星ボーイ」（2009年11月18日）
22. シングルV「雄叫びボーイ WAO!」（2010年3月10日）
23. シングルV「本気ボンバー！！(読み：マジ）」（2010年7月21日）
24. シングルV「シャイニング　パワー」（2010年11月24日）
25. シングルV「ヒロインになろうか！」（2011年3月9日）
26. シングルV「愛の弾丸」（2011年6月22日）
27. シングルV「Be 元気＜成せば成るっ！＞」（2012年4月4日）
28. シングルV「cha cha SING」（2012年8月1日）
29. シングルV「超HAPPY SONG」（2012年8月22日）（以Berryz工房×℃-ute（ベリキュー）名義發售）
30. シングルV「WANT！」（2012年12月26日）

### DVD/Blu-ray（Single V Clips）
1. Berryz工房Single V Clips ①（2004年12月15日）
2. Berryz工房Single V Clips ②（2006年2月22日）
3. Berryz工房Single V Clips ③（2007年12月12日）
4. Berryz工房Single V Clips ④（2009年12月2日）
5. Berryz工房Single V Clips ⑤（2011年8月17日）
6. Berryz工房 全單曲 MUSIC VIDEO Blu-ray File 2011（2011年12月21日/Blu-ray）

### DVD/Blu-ray（演唱會）
1. 2004夏 First Concert Tour ～W Stand By! W & Berryz工房～（2004年11月17日）
2. Berryz工房 Live Tour 2005初夏 初單獨 ～整體～（2005年9月22日）
3. 2005年夏 W & Berryz工房 Concert Tour 「HIGH SCORE!」（2005年11月9日）
4. Berryz工房 Concert Tour 2005秋 ～Switch ON!～（2005年12月28日）
5. Berryz工房 Concert Tour 2006春 ～Nyoki Nyoki 冠軍！～（2006年7月19日）
6. Berryz工房 Summer Concert Tour 2006 『夏夏! ～你一定會喜歡的三個原因～』（2006年10月25日）
7. 2007 櫻花滿開 Berryz工房 Live ～感動的時刻不會再現！～（2007年6月27日）
8. Berryz工房 Concert Tour 2007夏 ～Welcome! Berryz宮殿～（2007年10月31日）
9. Berryz工房 & ℃-ute 好朋友大戰 Concert Tour 2008春 ～Berryz假面 vs. Cutie連者～ with Berryz工房 tracks（2008年7月16日）
10. Berryz工房 Concert Tour 2008秋 ～Berikore!～（2008年12月17日）
11. Berryz工房 Concert Tour 2009春 ～對於所有的愛～（2009年7月29日）
12. Berryz工房 Concert Tour 2009秋 ～注意～（2010年2月10日）
13. Berryz工房 Concert Tour 2010初夏 ～海之家 吶喊HOUSE～（2010年8月25日/DVD、12月22日/Blu-ray）
14. Berryz工房 Concert Tour 2010秋冬 ～Beri 高校 Fest.～（2011年2月9日/DVD、5月11日[6]/Blu-ray）
15. Berryz工房結成7周年記念 Concert Tour 2011春 ～週刊 Berryz TIME～（2011年7月20日）
16. Berryz工房 & ℃-ute 聯合Concert Tour 2011秋 ～Berikyuu Island～（2012年2月29日/DVD、Blu-ray）
17. Berryz工房 Concert Tour 2012春 ～ Berryz Station ～（2012年8月8日/DVD、Blu-ray）
18. Berryz工房七夕Special Live 2012（2012年12月5日）
19. Berryz工房 Concet tour 2013春 ～Berryz公寓入居者募集中!～（2013年8月7日）

## 出演節目

### TV
- （2004年1月－4月、东京电视台）
- （2004年4月－9月、东京电视台）
- （2004年10月－12月、东京电视台）
- （2005年4月4日－、东京电视台）
- （2007年12月31日－、NHK電視台）

### 廣播
- Berryz（2004-）
- （2004年11月，2005年4月为B工专场）

### 電影
- Promise Land

## 演唱會

### Berryz工房&W
1. 2004年夏 （2004年11月17日）
2. 2005年夏 W&Berryz工房 コンサートツアー 『HIGH SCORE!』（2005年11月9日）

### Berryz工房
1. Berryz工房ライブツアー2005　初夏　初単独～まるごと～（2005年）
2. Berryz工房ライブツアー 2005秋　～スイッチ ON!～（2005年）
3. Berryz工房コンサートツアー2006春～にょきにょきチャンピオン！～（2006年7月19日首場）
4. Berryz工房サマーコンサートツアー2006　『夏夏！～あなたを好きになる三原則～』（2006年10月25日首場）
5. Berryz工房コンサート2007春 ～ 続・桜満開 ゴールデンウィーク編 ～（2007年5月4日首場）
6. Berryz工房コンサートツアー2007夏 ～ウェルカム！Berryz宮殿 ～（2007年10月31日首場）
7. Berryz工房コンサートツアー2008秋　～ベリコレ！～（2008年）
8. Berryz工房コンサートツアー2009春　～そのすべての愛に～ (2009年2月28日首場-5月17尾場)
9. Berryz工房コンサートツアー 2009秋 〜目立ちたいっ!!〜 （2009年）
10. Berryz工房コンサートツアー 2010初夏 〜海の家 雄叫びハウス〜 （2010年）
11. Berryz工房コンサートツアー 2010秋冬 〜ベリ高フェス!〜 （2010年）
12. Berryz工房結成7周年記念コンサートツアー2011春 〜週刊Berryzタイムス〜 （2011年）
13. Berryz工房 七夕スッペシャルライブ ★777★ （2011年7月7日、横浜BLITZ）
14. Berryz工房コンサートツアー2012春 〜ベリーズステーション〜（2012年）
15. Berryz工房 七夕スッペシャルライブ2012 〜織姫バージョン〜／〜彦星バージョン〜（2012年7月7日、横浜BLITZ）
16. Berryz工房コンサートツアー2013春　～Berryzマンション入居者募集中！～　(2013年)

### Berryz工房&℃-ute
1. Berryz工房＆℃-ute 仲良しバトルコンサートツアー2008春～Berryz仮面 vs キューティーレンジャー～（2008年）
2. Berryz工房&℃-ute コラボコンサートツアー2011秋 〜ベリキューアイランド〜 （2011年）

### Live
1. 2007　桜満開　Berryz工房ライブ～この感動は二度とない瞬間である！～（2007年4月1日）

## 舞台劇
- 江戸から着信!?～タイムスリップto圏外!～（2006年11月1 - 12日）
- 劇団ゲキハロ第3回公演「リバース! ～私の体どこですか？」（2007年11月3 - 11日）
- 劇団ゲキハロ第5回公演「Berryz工房　VS　Berryz工房」（2008年11月19 - 23日）
- 劇団ゲキハロ第7回公演「サンク ユー ベリー ベリー」 （2009年9月17 - 23日、9月26 - 27日）

## 書籍

### 寫真集
1. Berryz工房（2005年5月20日、ワニブックス）
2. SEASONZ（2005年8月3日、角川書店）

### 演唱會寫真集
1. Berryz工房 ファーストライブ写真集 まるごと（2005年8月26日）
2. Berryz工房 セカンドライブ写真集 スイッチON!（2005年12月2日）
3. Berryz工房 サードライブ写真集 にょきにょきチャンピオン!（2006年7月5日）
4. Berryz工房 2007夏ライブ写真集 ウエルカムBerryz宮殿（2007年10月4日）

### 雜誌
- 「ハイパーホビー」(徳永、須藤、夏焼、熊井；2010年7月1日)
- 「CD&DLでーた」（2010年7月14日）

## 主要紀錄
- 2007年春【さいたまスーパーアリーナでのライブが大成功】会場最年少記録更新！！
- 2008年10月「The Best Asian Newcomer Award」受賞。
- 2008年12月第41回日本有線大賞「有線音楽賞」受賞。

## 外部連結
- 官网
  - Berryz工房 - ハロー!プロジェクト オフィシャルサイト - 2015年3月3日時点のアーカイブ
  - Berryz工房オフィシャルファンクラブページ - 2014年8月14日時点のアーカイブ
  - Berryz工房の歴史サイト （页面存档备份，存于）
  - Berryz工房 リリース作品情報 （页面存档备份，存于） - UP-FRONT WORKS
  - つんく♂オフィシャルウェブサイトのコメント （页面存档备份，存于）
- SNS
  - YouTube上的Berryz工房頻道
  - Berryz工房的X（前Twitter）
  - Berryz工房的Facebook專頁